# Yōko Kanno
Yōko Kanno (菅野 よう子 Kanno Yōko?) (18 de marzo de 1963) es una compositora y teclista japonesa famosa por su trabajo en el mundo del anime, los videojuegos y el cine.

## Biografía
Yōko Kanno nació el 18 de marzo de 1963 en la prefectura de Miyagi, Japón. Meow on the Bridge (oficina de música) y Captain Duckling Records (sello musical). Sus principales influencias vienen de Maurice Ravel y Claude Debussy. Es una autodidacta de las artes musicales[cita requerida], comenzó a tocar el piano a los tres años de edad[cita requerida]. Cursó estudios formales en la Universidad de Waseda, donde estudió Literatura Japonesa[cita requerida]. Hizo su debut como teclista en el grupo Tetsu 100% y gracias a su habilidad con el piano pronto empezó a ser contratada en televisión para encargarse de la interpretación y composición de temas de anuncios y series[cita requerida]. Cabe destacar su participación en el especial de la NHK “Corporación Radiodifusora de Japón”.
En la década de los ochenta y principios de los noventa estuvo involucrada en numerosas ocasiones con la desarrolladora de videojuegos Koei poniendo música a muchos de sus títulos. En la década de los noventa empezó a trabajar en bandas sonoras de películas, pero no fue hasta 2002 cuando su dedicación al medio se vio acentuada. Su primer gran trabajo como compositora de toda una banda sonora de anime fue con Macross Plus en 1994. A partir de entonces su carrera como compositora, arreglista y productora de música para series de animación cobró notoriedad, catapultándola al éxito y reconocimiento mundial[cita requerida]. Su trabajo más importante en este campo es la banda sonora original del anime Cowboy Bebop (1998) y su versión para videojuego que fue lanzado para la PlayStation el 15 de mayo de 1998, donde están presentes una gran variedad de géneros musicales encabezados por el jazz. Durante el periodo que duró su grabación se formó el grupo The Seatbelts por los músicos y compositores amigos de Kanno, el cual se reunieron tras un periodo de inactividad para la grabación de la banda sonora del segundo título del videojuego Cowboy Bebop, cuya salida en Japón fue el 25 de agosto de 2005. A lo largo de su carrera ha trabajado con renombradas orquestas filarmónicas, como la de Israel, Checoslovaquia y Varsovia (ejército polaco).
Se rumorea que ella misma ha puesto voz a muchas de sus canciones bajo el pseudónimo de Gabriela Robin

## Colaboraciones en anime
- Aquarion EVOL
- Brain Powered
- Cardcaptor Sakura (tema de apertura de la tercera temporada: Platina)
- Cowboy Bebop
- Cowboy Bebop: Knockin' on Heaven's Door
- Dai-Guard (tema de cierre; "Rocking Horse Stars")
- Darker than Black
- Earth Girl Arjuna
- Escaflowne: A Girl in Gaea (en colaboración con Hajime Mizoguchi)
- Genius Party (para el corto Baby Blues)
- Ghost in the Shell: Stand Alone Complex
- Ghost in the Shell: Stand Alone Complex 2nd GIG
- Ghost in the Shell: Stand Alone Complex - Solid State Society
- Ghost in the Shell: Tachikoma Days
- Jin-Roh (Piano)
- Macross 7 (aparte de otros artistas)
- Macross 7 Encore (aparte de otros artistas)
- Macross Dynamite 7 (aparte de otros artistas)
- Macross Plus
- Macross Frontier
- Memories: Magnetic Rose
- Mind Game (una pieza instrumental)
- Noiseman Sound Insect
- Oban Star Racers (tema de cierre: Waratteta)
- Please Save My Earth (en colaboración con Hajime Mizoguchi)
- RahXephon (tema de apertura para la televisión y el OVA)
- RahXephon: Pluralitas Concentino (tema de cierre)
- Record of Lodoss War: Chronicles of the Heroic Knight (tema de apertura)
- Sakamichi no Apollon
- Sousei no Aquarion
- Turn-A Gundam
- Turn-A Gundam: Earth Light
- Turn-A Gundam: Moonlight Butterfly
- The Vision of Escaflowne (en colaboración con Hajime Mizoguchi)
- Wolf's Rain
- The Other Side of Midnight (destacando a Maaya Sakamoto)
- Sousei no Aquarion (con la Warsaw Philharmonic Orchestra & Coro, en colaboración con Hogari Hisaaki - 2005)
- Zankyou no Terror

## Colaboraciones en películas
- Ashura-jo no Hitomi (Blood Gets in Your Eyes)
- Beautiful Sunday
- Boku wa Benkyou ga Dekinai (I Can't Study)
- Mizu no Onna (Woman of Water)
- Natsujikan no Otonatachi (Adults of Summertime)
- Onkyou Seimeitai Noiseman (Noiseman Sound Insect)
- Shimotsuma Monogatari (Kamikaze Girls)
- tokyo.sora

## Colaboraciones en videojuegos
- Cowboy Bebop
- Earthwinds
- Genghis Khan (videojuego)
- Napple Tale
- Nobunaga's Ambition
- Ragnarok Online 2
- Romance of the Three Kingdoms
- Storm of the Meiji Restoration
- True Legend of Nobunaga I y II
- Uncharted Waters I y II